# 新馬鹿時代
『新馬鹿時代』（しんばかじだい）は、1947年（昭和22年）公開の日本映画である。エノケン劇団とロッパ一座と東宝の提携製作、東宝配給。
監督は山本嘉次郎。モノクロ、スタンダード、166分。
前後編の2部作で構成され、前編は1947年10月12日、後編は10月26日に公開された。
榎本健一と古川ロッパの初共演作品でもある。
宣伝ポスターにおいては「ロッパ・エノケンの新馬鹿時代」と表記されている。

## 概要
戦前からお互いライバルとして人気を二分し、一切共演をしなかった榎本健一と古川ロッパであったが、戦後、1947年にエノケン劇団とロッパ一座の合同公演にてついに初共演を果たした。

この劇は有楽座で披露されたところ大盛況を極め、本作はその影響を受けて製作された。
 
監督は戦前よりエノケン映画を撮ってきた山本嘉次郎で、本作においても激しい動きが特徴のエノケンのアクションを見ることができる。

また、主題歌の「ちょいといけます」はエノケンとロッパによる初のデュエット曲である。

## スタッフ
- 製作：本木荘二郎
- 脚本：小国英雄
- 撮影：伊藤武夫、浦島進
- 美術：松山崇
- 録音：三上長七郎、小沼渡
- 監督補佐：本多猪四郎、津田不二夫
- 照明：伊藤一男、島百味
- 音響効果：三縄一郎
- 編集：今泉善珠
- 現像：東宝フィルム・ラボラトリー
- 特殊効果：東宝特殊技術部
- 音楽：古関裕而
- 作詞：サトウハチロー
- 応援監督：小田基義
- 監督：山本嘉次郎

## キャスト
- 小原庄之進：古川ロッパ
- 小原金次郎：榎本健一
- 小原あや子：三益愛子
- 小原お照：花井蘭子
- 小原庄太：大久保進
- あき子：永井百合子
- 逸見署長：高田稔
- 大野源三郎：三船敏郎
- 政治家・柿本：進藤英太郎
- 田代常務：志村喬
- 問屋・岩本：中村是好
- 宮原巡査：如月寛多
- 新聞記者・長井：星十郎
- 金子市助：渡辺篤
- ルンペン：高堂国典
- 問屋・山村：芝田新
- 矢田巡査：長浜藤夫
- 街頭アナウンサー：河村弘二
- 問屋・秋田：望月伸光
- 大野の子分：山本冬郷
- 捜査主任：三田国夫
- トラックの運転手：花沢徳衛
- 白井：隆野唯勝
- 問屋・元部隊長：深見泰三
- 大野の女秘書：谷間小百合
- 掃除婦：春野音羽
- 芸者：一色勝代
- 近所のおかみ：馬野都留子、戸田春子、田中筆子
- 婦人警官：大城政子、佐藤純子
- キャバレーの歌手：渡辺はま子

## 挿入歌
- 『ちょいといけます』
  - 作詞：サトウハチロー
  - 作曲：古関裕而
  - 歌：榎本健一、古川ロッパ
- 『いとしき泣きぼくろ』
  - 作詞：サトウハチロー
  - 作曲：古関裕而
  - 歌：渡辺はま子

## その他
- 脇役で出演した三船敏郎の回想によれば、初めて映画に出演したのは本作で、次に彼のデビュー作である「銀嶺の果て」を撮ったという。
- 今作の舞台として製作されたヤミ市の巨大なセットは、取り壊してしまうのは勿体ないとして1948年に公開された黒澤明監督の「酔いどれ天使」でも流用された。
- 映画評論家の井沢淳は、山本嘉次郎の死を受けて寄せたコメントの中で、「新馬鹿時代」を取り上げ「日本映画が最も不得手とするミュージカル映画でいい仕事をした」と評価をしている[1]。

## 参考資料
- キネマ旬報
- 「日本映画傑作全集　新馬鹿時代」 東宝株式会社